# Giuseppe Giarrizzo
Giuseppe Giarrizzo (Riposto, 8 novembre 1927 – Catania, 28 novembre 2015) è stato uno storico e politico italiano.

## Biografia
Laureatosi a Catania in Lettere classiche (allievo di Santo Mazzarino) e in Filosofia, seguì a Napoli i corsi dell'Istituto italiano per gli studi storici, sotto la direzione di Federico Chabod.
Fra il 1951 e il '54, divenne redattore dell'Enciclopedia Italiana, quindi libero docente di Storia moderna nel 1955. Successivamente, come fellow della Rockefeller Foundation, dal novembre 1954 al 1957 condusse ricerche di storia intellettuale dei secoli XVII e XVIII, nelle città europee di Londra, Oxford, Leida, Parigi.
Di seguito fu dapprima assistente incaricato, poi professore ordinario quale titolare della cattedra di Storia moderna (1964) presso la facoltà di Facoltà di Lettere e Filosofia dell'Università di Catania.
Il 20 novembre 1966, nell'aula magna dell'Ateneo etneo, alla cerimonia ufficiale del 533° dalla fondazione (anno accademico 1966/'67), da professore straordinario di Storia moderna, tenne la lezione inaugurale sul tema "Per una storia della Sicilia nell'età moderna".
Dal 1968 al 1999 Giuseppe Giarrizzo ricoprì l'incarico di preside della Facoltà di Lettere e Filosofia della stessa città, promuovendo il restauro del Monastero dei Benedettini, eletto poi a sede accademica umanistica e importante centro culturale della Sicilia orientale.
Nel ruolo di Professore Emerito di Storia Moderna dell'Università di Catania fu «custode di una concezione secondo cui l'Università, nonostante l'apertura di massa, deve continuare a coltivare una vocazione d'élite, che si riscontra nella proiezione europea della propria attività di ricerca».
È stato Accademico dei Lincei, componente del comitato direttivo della Rivista storica italiana, direttore dell'«Archivio Storico per la Sicilia Orientale» (A.S.S.O.), presidente del Teatro Stabile (1999-2000) di Catania. Fu amico personale e collega di Rosario Romeo.
È autore di fondamentali pubblicazioni sulla storia moderna e contemporanea della civiltà europea, a partire dal Settecento illuminista, da Edward Gibbon a David Hume, da Giambattista Vico a Antonio Gramsci, da Luigi Sturzo a Giovanni Verga, dalla Massoneria al Risorgimento, dalla genesi dello Statuto regionale della Sicilia al dibattito sul meridionalismo.
Su proposta del Comune di Catania, nell’aprile del 2018 è stata intestata a suo nome la via Matteo Albertone.

### Attività politica
È stato anche un dirigente del Partito Socialista Italiano, e fu assessore all'Urbanistica e vicesindaco della giunta Mirone (1985-'86) al Comune di Catania. Nel 2006 sottoscrisse con Enzo Bianco l'iniziativa "Made in Catania" per "costituire un circolo del Partito Democratico in ogni città siciliana, in ogni città del Paese".

## Opere e scritti sparsi
- Edward Gibbon e la cultura europea del Settecento, Napoli, Ed. Ist. Ital. per gli Studi Storici, 1954, Premio Viareggio Saggistica[13].
- Antologia degli scritti politici di David Hume, Bologna, Il mulino, 1961.
- Le relazioni diplomatiche fra la Gran Bretagna e il Regno di Sardegna, 8 voll, a c. di Federico Curato e G.G., Roma, Istituto per l'età moderna e contemporanea, 1961-1969.
- Alle origini della medievistica moderna. Vico, Giannone, Muratori, Roma, Palazzo Borromini, 1962.
- David Hume politico e storico, Torino, Einaudi, 1962.
- Un comune rurale della Sicilia etnea. Biancavilla, 1810-1860, Catania, Società di storia patria per la Sicilia orientale, 1963. (on-line)
- Illuministi italiani, t. VII, Riformatori delle antiche repubbliche, dei ducati, dello Stato pontificio e delle isole, a cura di G. G., G. Torcellan e F. Venturi, Milano-Napoli, Ricciardi, 1965. (La letteratura italiana. Storia e testi - Volume 46)
- Giuseppe Ventimiglia e Cottone principe di Belmonte, in Dizionario biografico degli italiani, vol. 8, Roma, Istituto dell'Enciclopedia Italiana, 1966.
- Appunti per la storia culturale della Sicilia settecentesca, in Rivista storica italiana, LXXIX (1967), pp. 580–584.
- Civiltà contadina. Immagini dal Mezzogiorno degli anni Cinquanta, con Fosco Maraini, Bari, De Donato, 1968.
- La Sicilia nel 1812. Una revisione in atto, in "Archivio Storico per la Sicilia Orientale", 64 (1968), pp. 53–65
- La storiografia moderna e il concetto e il termine di Medioevo. Secoli XV-XVII, Catania, Musumeci, 1969.
- Illuminismo, in Storia della Sicilia, Palermo 1980, IV, pp. 742 s.,
- L'organo del Monastero dei PP. benedettini di Catania, con Vito Librando e Flavio Dassenno, Catania, Le due colonne, 1981.
- Vico, la politica e la storia, Napoli, Guida, 1981.
- Diario fotografico del Marchese di San Giuliano, Palermo, Sellerio, 1985.
- Catania (collana Storia delle città italiane), Roma-Bari, Laterza, 1986.
- (con Maurice Aymard), La Sicilia, in Storia d'Italia. Le regioni dall'Unità ad oggi (a cura di R. Romano e C. Vivanti), Torino, Einaudi, 1987.
- Il caso Rapisardi, marzo 2018, atti del convegno nazionale di studio in occasione del XVII Premio letterario "Brancati-Zafferana", Zafferana Etnea, 20-22 dicembre 1987.
- Sicilia magica, a cura di G.G., Belpasso, M.C.B., 1988.
- Lezioni inaugurali. Anni accademici 1861/62 - 1879/80. Università degli studi di Catania, a cura di G.G.e con Corrado Dollo e Vito Librando, Catania, Nella sede dell'università, 1989. Disponibile anche on-line Archiviato il 21 ottobre 2019 in Internet Archive. su archivio.unict.it.
- I grandi siciliani. Francesco Crispi, Palermo, Nuova editrice meridionale, 1989.
- Per la Francia, per la libertà. La Sicilia tra due centenari, 1882-1889, Acireale, Bonanno, 1989.
- Siculorum Gymnasium. I suoi luoghi, la sua storia. Inaugurazione anno accademico 1988-89, Catania, Monastero dei Benedettini, 6 dicembre 1988, Catania, Editrice Dafni, 1989.
- La Sicilia dal Cinquecento all'Unità d'Italia, in V. D'Alessandro - G. Giarrizzo, La Sicilia dal Vespro all'Unità d'Italia, Torino, UTET, 1989.
- Saverio Scrofani e Melchiorre Gioia, in Archivio storico per la Sicilia orientale, LXXXV (1989), pp. 245–251.
- Siciliae studium generale. I suoi luoghi, la sua storia, Catania, G. Maimone, 1990.
- Erudizione storiografica e conoscenza storica, in Storia del Mezzogiorno, a cura di G. Galasso - R. Romeo, IX, Napoli, 1991.
- Guida di Catania e provincia, a cura di Nino Recupero, con uno scritto di G.G., Catania, G. Maimone, 1991.
- La questione meridionale, con Elio D'Auria, Roma, Istituto della Enciclopedia Italiana fondata da G. Treccani, 1992.
- Cultura e economia nella Sicilia del '700, Caltanissetta, S. Sciascia, 1992.
- Mezzogiorno senza meridionalismo. La Sicilia, lo sviluppo, il potere, Venezia, Marsilio, 1992, Premio Nazionale Rhegium Julii per gli Studi Meridionalistici[14].
- Mafia, in Enciclopedia Italiana, V Appendice, Roma, Istituto dell'Enciclopedia Italiana, 1993.
- Massoneria e illuminismo nell'Europa del Settecento, Venezia, Marsilio, 1994[15].
- Per una storia della storiografia europea. Gli storici, la storia, Acireale, Bonanno, 1995.
- (G.G., con Maria Casini, Domenico Musti, Ovidio Capitani)  Storiografia, in Enciclopedia Italiana, V Appendice, Roma, Istituto dell'Enciclopedia Italiana, 1995.
- Note su Ernesto de Martino (1908-1965), «Archivio di storia della cultura», 1995, 8, pp. 211–16.
- La Sicilia dei terremoti: lunga durata e dinamiche sociali. Atti del Convegno di studi, Università di Catania, Facoltà di lettere e filosofia, ex Monastero dei Benedettini. Catania, 11-13 dicembre 1995, a cura di, Catania, G. Maimone, 1996.
- Massoneria, in Enciclopedia delle scienze sociali, Roma, Istituto dell'Enciclopedia Italiana, 1996.
- Illuministi italiani, III, Riformatori delle antiche repubbliche, dei ducati, dello Stato pontificio e delle isole, a cura di e con Gianfranco Torcellan e Franco Venturi, Milano, R. Ricciardi, 1998.
- Il cavaliere giostrante, Catania, G. Maimone, 1998.
- Progetto e impegno. Uno storico per l'università e per la Sicilia, Catania, G. Maimone, 1998.
- La scienza della storia. Interpreti e problemi, Napoli, Liguori, 1999.
- Santo Mazzarino: un maestro, in Id., La scienza della storia. Interpreti e problemi, a cura di F. Tessitore, Napoli 1999, pp. 551–616.
- Per una storia della storiografia europea. Volume II, Acireale, Bonanno, 2000.
- Massoneria e Risorgimento. Il parere di Giuseppe Giarrizzo, "Hiram" (periodico della Massoneria) poi su Grandeoriente.it, circa 2001.
- Le mappe della storia. Proposte per una cartografia del Mezzogiorno e della Sicilia in età moderna, a cura di e con Enrico Iachello, Milano, F. Angeli, 2002.
- Il territorio come bene culturale. Gli studi-progetto del I ciclo del master in storia e analisi del territorio, a cura di e con Enrico Iachello, Palermo, L'epos, 2002.
- Rosario Gregorio, in Dizionario biografico degli italiani, vol. 59, Roma, Istituto dell'Enciclopedia Italiana, 2002.
- La Sicilia moderna dal Vespro al nostro tempo, Firenze, Le Monnier, 2004.
- Per una storia d'Italia come storia delle sue scuole. Una scuola di frontiera, la Manzoni di Catania, 1963-88, con Maria Giarrizzo, Catania, G. Maimone, 2005.
- Autobiografia di un vecchio storico, in "L'Acropoli", Anno VII, n. 2, marzo, 2006 (on-line).
- Michele Amari. Un bicentenario, "Mediterranea - ricerche storiche",  anno III, n. 8, dicembre 2006.
- Catania: la città moderna, la città contemporanea, in Aa.Vv., Storia di Catania, I, Catania. La città, la sua storia, a cura di e con Maurice Aymard, Catania, D. Sanfilippo, 2007.
- Una passione civile, Catania, D. Sanfilippo, Catania, 2007.
- Introduzione, in Alessandro Abate (1867-1953): Un pittore a Catania tra Otto e Novecento: catalogo, a cura di Luisa Paladino, Catania, Biblioteca della Provincia regionale di Catania, 2007. ISBN 978-88-95090-05-4
- Esser madre e moglie: Affetti e ricordi di Maria Musumeci Giarrizzo; a cura di G.G. e Luigi Musumeci, Catania, Maimone, 2008. ISBN 978-88-7751-291-8
- Presentazione, in Editori e tipografi a Catania tra '800 e '900: Niccolò Giannotta, a cura di R. M. Monastra, S. Bosco, D. Bonanno, Palermo, Regione siciliana, Assessorato dei beni culturali, ambientali e della pubblica istruzione, Dipartimento dei beni culturali, ambientali e dell'educazione permanente, 2008. ISBN 978-88-6164-051-1
- Il carteggio di Michele Amari. Indice dell'edito, in "Storiamediterranea.it", Palermo, 2008.
- Prefazione, in "Ritratti di città in Sicilia e a Malta (XVI-XVII secolo) di Paolo Militello", Progetto Kasa, 2008, p. XI-XII.
- Oggetti, uomini, idee: percorsi multidisciplinari per la storia del collezionismo (atti della Tavola rotonda, Catania, 4 dicembre 2006), a cura di G.G. e Stefania Pafumi, Pisa-Roma, F. Serra, 2009. ISBN 978-88-6227-153-0
- Prefazione, in Giovanni Pampanini, La follia del manicomio: matterie, manicomi e ospedali psichiatrici in Sicilia dal 1813 al 1940, Catania, CUECM, 2009. ISBN 978-88-95104-70-6
- ...tutta in loro mi trasferisco di Maria Musumeci Giarrizzo; a cura di G.G. e Luigi Musumeci, Catania, G. Maimone, 2009. ISBN 978-88-7751-305-2
- Postfazione, in Salvatore Bottari, Messina tra Umanesimo e Rinascimento. Il "caso" Antonello, la cultura le élites politiche le attività produttive, Soveria Mannelli, Rubbettino,  2010. ISBN 978-88-498-2792-7
- Prefazione, in Ulderigo Diana, Filande e filandieri a Roccalumera: i Papandrea nell'antica filanda Guerrera a Messina, Roccalumera, Archivio Concetto Marchesi, 2010.
- Prefazione, in Francesco Landolina, I documenti di Lanciano: per una storia della Massoneria italiana in età napoleonica, Acireale-Roma, Tipheret, 2010.
- 65º anniversario dell'uccisione di Carmelo Salanitro: Catania 24 aprile 2010. Il contributo di Giuseppe Giarrizzo, 7 maggio 2010.
- Il Meridione cambia, il meridionalismo no, Ildito.it, 27 luglio 2010.
- Per una storia d'Italia come storia delle sue scuole, 2011 (pubblicazione on line realizzata dalla Facoltà di Lettere dell'Università di Catania in occasione dei 150 anni del Liceo Spedalieri).
- Prefazione, in Siracusa e l'Unita d'Italia: dal manoscritto di Emmanuele De Benedictis, a cura di Dario Scarfi, S. l., Lombardi, 2011.
- Presentazione, in Salvatore Costanza, "Giovanni Gentile. Gli anni giovanili 1875-1898", Castelvetrano, Angelo Mazzotta editore, 2011, ISBN 978-88-88958-45-3.
- Illuminismo, Napoli, Guida, 2011, ISBN 978-88-6042-873-8.
- Prefazione, in Alessandro De Filippo, Idioteque: l'11 settembre nell'immaginario cinematografico dell'Occidente, Acireale-Roma, Bonanno, 2011, ISBN 978-88-7796-810-4.
- Fonti di pietra. Scritti di G.G. sul monastero dei Benedettini di Catania, a cura di Antonino Leonardi, Giarre, Agora, 2011, ISBN 978-88-89930-13-7.
- Postfazione, in Marco Leonzio, L'Etna, il vino, i mercanti: dimensione locale e processi di mondializzazione (1865-1906), Acireale-Roma, Bonanno, 2011, ISBN 978-88-7796-848-7.
- Presentazione, in Barbara Mancuso, Assenze e presenze: opere, artisti, committenti a Catania nel XVII secolo, Catania, G. Maimone, 2011, ISBN 978-88-7751-330-4.
- Il lungo Cinquecento, in "Manufacere et scolpire in lignamine. Scultura e intaglio in legno in Sicilia tra Rinascimento e Barocco", a cura di Teresa Pugliatti, Salvatore Rizzo, Paolo Russo, Catania, Maimone, 2012, ISBN 978-88-7751-358-8.
- Prefazione, in L'archivio della famiglia Majorana Calatabiano: carte Majorana Calatabiano Salvatore e famiglia, carte Natale Vincenzo: inventario, a cura di Anna M. Palazzolo, Catania, Biblioteca regionale universitaria / Palermo, Regione siciliana, Assessorato dei beni culturali e dell'identità siciliana, Dipartimento dei beni culturali e dell'identità siciliana, 2013, ISBN 978-88-6164-130-3.
- Michele Amari, in Il contributo italiano alla storia del Pensiero: Politica, Roma, Istituto dell'Enciclopedia Italiana, 2013.  Rosario Gregorio, in Il contributo italiano alla storia del Pensiero: Politica, Roma, Istituto dell'Enciclopedia Italiana, 2013.
- I ‘Siciliani’ di Antonio Genovesi con una nota di G.G., a cura di Lavinia Gazzè, "Mediterranea - ricerche storiche", anno XI, agosto 2014.
- Postfazione, in Gaspare Saladino, Socialismo in Sicilia, Catania, G. Maimone, 2015, ISBN 88-7751-400-0.
- Storia di Maria: ad me ipsum: pensieri, memorie, affetti, a cura di Luigi Musumeci e Claudio Giarrizzo; presentazione di Fulvio Tessitore, Catania, G. Maimone, 2017, ISBN 978-88-7751-434-9.
- Introduzione alla storia della storiografia italiana, in La storiografia della Nuova Italia, a cura di Lina Scalisi, Roma, Edizioni di storia e letteratura, 2018, ISBN 978-88-93592-39-0.
- Politique d'abord! Editoriali per “La Sicilia”: 1984-2015, a cura di Giacomo Santoro, Catania, Domenico Sanfilippo Editore, 2019, ISBN 978-88-85127-61-6.

## Televisione
Ha partecipato a diverse trasmissioni televisive e radiofoniche nazionali su temi storici, ed in particolare: 
- 1980: I Fasci siciliani, regia di Giuseppe Ferrara, con Enzo Barnabà; Massimo Ganci; Ignazio Nigrelli, Antonio Palazzo, Francesco Renda (Rai, 13 e 20 marzo 1980).
- 1985: Tg3 speciale - Delitto Fava un anno dopo, di Puccio Corona (Rai3, 5 gennaio 1985).
- 1985: 1937: il duce in Sicilia, regia di Angela Redini, con Denis Mack Smith, Alberto Moravia, Leonardo Sciascia (Rai3, 30 marzo 1985) (recensioni: Il Duce in Sicilia. Storia di un viaggio, la Repubblica, 30 marzo 1985; l'Unità, 30 marzo 1985).
- 1992: Viaggio nel Sud di Sergio Zavoli (Rai1).
- 1994: Storia di un'autonomia (Rai3).
- 2010: Ripensare San Cristoforo, documentario (recensione e video: on-line).